# لاک (فیلم)
لاک (به انگلیسی: Locke) یک فیلم درام روان‌شناختی بریتانیایی است که در سال ۲۰۱۳ به کارگردانی و نویسندگی استیون نایت ساخته‌شد. در این فیلم بازیگرانی همچون تام هاردی در نقش اصلی، در حالی که به‌وسیلهٔ بلندگو مکالمه‌هایی با شخصیت‌هایی انجام می‌دهد که صداپیشگی آن‌ها را الیویا کلمن، روث ویلسون، اندرو اسکات، بن دنیلز، تام هالند و بیل میلنر بر عهده دارند.
لاک نخستین بار در ۲ سپتامبر ۲۰۱۳ در هفتادمین جشنواره بین‌المللی فیلم ونیز بر روی پرده رفت. فیلم به صورت محدود در ۱۸ آوریل ۲۰۱۴ در بریتانیا اکران شد و در سراسر جهان بیش از ۵ میلیون دلار فروخت. لاک با استقبال گستردۀ منتقدان همراه بود و اجرای تام هاردی تحسین شد. همچنین هاردی برنده جایزۀ انجمن منتقدان فیلم لس آنجلس برای بهترین بازیگر نقش اول مرد شد.

## خلاصهٔ داستان
یک روز پیش از بتن‌ریزیِ بزرگ در بیرمنگام، به آیون لاک، یکی از مدیران پروژه، خبر می‌رسد که برای زایمان زودرسِ بتان، یکی از همکارانش که هفت ماه پیش شبی را با هم سر کرده بودند، و حال فرزندی حاصل آن شب به دنیا می‌آمد باید به لندن برود. علی‌رغم مسئولیتِ شغلی‌اش و این‌که همسر و فرزندانش برای دیدن مسابقهٔ فوتبال مهمی منتظرِ رفتن آیون به خانه هستند، او تصمیم می‌گیرد برای زایمان بتان خودش را به لندن برساند. در تمام طول مسیر با همسرش و خانمی که دارد فرزندش را به دنیا می‌آورد و مسئولین شرکت و معاونش که باید کار بتون‌ریزی را انجام دهد و پدرش که به‌طور خیالی او را عقب ماشین میبند، گفتگو می‌کند و به همسرش می‌گوید که به او خیانت کرده‌است. تمام فیلم در اتومبیل آیون می‌گذرد و از تماس‌ها تنها صدا شنیده می‌شود.

## بازیگران

### بازیگر اصلی
- تام هاردی در نقش آیوان لاک

### صداپیشگان
- روث ویلسون در نقش کاترینا
- الیویا کلمن در نقش بثان مک‌گوایر
- اندرو اسکات در نقش دانل
- بن دنیلز در نقش گَرث
- تام هالند در نقش اِدی
- بیل میلنر در نقش شان
- دنی وب در نقش کَسیدی
- الیس لو در نقش خواهر مارگارت
- سیلاس کارسن در نقش دکتر گالو
- لی راس در نقش پی‌سی دیوید
- کرستی دیلن در نقش همسر گرث

## تولید
تقریباً اتفاقات تمام فیلم در داخل یک ب‌ام‌و ایکس۵ و در آزادراه ام۶ اتفاق می‌افتد. فیلمبرداری در طی شش شب و با سه دوربین انجام شد. عوامل تنها برای تعویض کارت حافظه دوربین‌ها تولید فیلم را متوقف می‌کردند.
آیوان لاک تنها شخصیتی است که روی صفحۀ ظاهر می‌شود و صدای دیگر بازیگران از بلندگوی خودرو شنیده می‌شود.

## انتشار
لاک خارج از رقابت در هفتادمین جشنواره بین‌المللی فیلم ونیز و در جشنواره فیلم ساندنس ۲۰۱۴ به نمایش درآمد. فیلم در ۱۸ آوریل ۲۰۱۴ در بریتانیا و در ۲۵ آوریل ۲۰۱۴ در ایالات متحده اکران رسمی خود را آغاز کرد.

## بازخورد

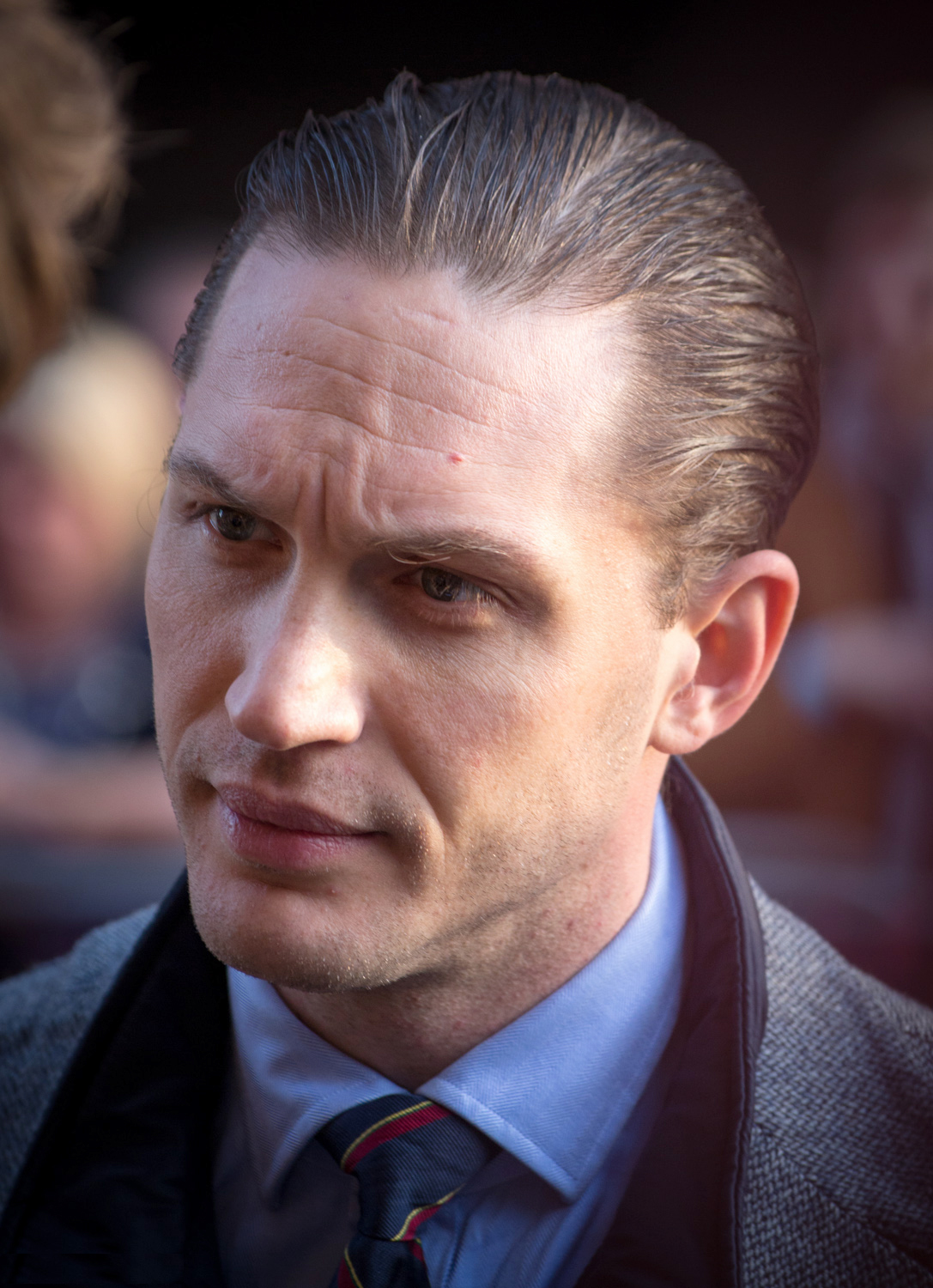
عملکرد تام هاردی در نقش اصلی، مورد تحسین منتقدان قرار گرفت.

راتن تومیتوز با بررسی نظرات ۲۱۷ منتقد، گزارش کرد که ۹۱٪ آن‌ها نظر مثبت راجع به فیلم داشته‌اند و به صورت میانگین نمرۀ ۷٫۷ از ۱۰ به آن داده‌اند. در جمع‌بندی منتقدان راتن تومیتوز آمده‌است: «یک نمایش تک‌نفره که در یک مکان محدود می‌گذرد، لاک اجرای قدرتمندی را می‌طلبد و آن‌را از تام هاردی می‌گیرد.» فیلم بر اساس ۳۷ نقد، امتیاز ۸۱ از ۱۰۰ را در متاکریتیک کسب کرده‌است که حاکی از «تحسین جهانی» است.
اولی ریچاردز از امپایر چهار‌‌و‌نیم ستاره از پنج ستاره به فیلم داد و در بخشی از نقد خود نوشت: «فیلم‌هایی برای دیدن در پرده‌های بزرگ وجود دارند اما لاک فیلمی است که تقریباً به یک سینمای کوچک که در تاریکی مطلق فرو رفته‌باشد، نیاز دارد. فیلم یک آزمایش جسورانه است که به طرز درخشانی اجرا شده‌است. تام هاردی یکی از بهترین بازی‌های دوران حرفه‌‌ای خود را به نمایش می‌گذارد.»
هاردی برای هنرنمایی خود در این فیلم، موفق به کسب جایزۀ بهترین بازیگر نقش اول مرد از سوی انجمن منتقدان فیلم سن دیگو شد.